# Mýrthios
Mýrthios (Mirthios) är en ort i Grekland.   Den ligger i prefekturen Nomós Rethýmnis och regionen Kreta, i den sydöstra delen av landet, 300 km söder om huvudstaden Aten. Mýrthios ligger 169 meter över havet och antalet invånare är 203.
Terrängen runt Mýrthios är varierad. Havet är nära Mýrthios åt sydväst. Närmaste större samhälle är Rethymnon, 19,7 km norr om Mýrthios. Omgivningarna runt Mýrthios är en mosaik av jordbruksmark och naturlig växtlighet.